# Allemanche-Launay-et-Soyer
Allemanche-Launay-et-Soyer – miejscowość i gmina we Francji, w regionie Grand Est, w departamencie Marna.
Według danych na rok 1990 gminę zamieszkiwało 126 osób, a gęstość zaludnienia wynosiła 8 osób/km².